# St. Margarethen an der Raab
St. Margarethen an der Raab, Sankt Margarethen an der Raab – gmina targowa w Austrii, w kraju związkowym Styria, w powiecie Weiz. Liczy 3988 mieszkańców (1 stycznia 2015).